# Fortaleza de Tmogvi
Tmogvi (en georgiano: თმოგვი [tʰmɔgvi]) es una fortaleza en ruinas en la región de Samtskhe-Javakheti al sur de Georgia, en la orilla izquierda del río Kurá, a pocos kilómetros río abajo de las cuevas de Vardzia.

## Historia
El nombre "Tmogvi" deriva de la palabra georgiana mogvi (მოგვი), cuyo significado puede ser "sacerdote pagano" o "mago". La fortaleza se menciona por primera vez en fuentes del siglo IX. Fue construida como un trabajo defensivo que controlaba la antigua ruta comercial entre la meseta de Javakheti y el acantilado de Kurá, sobre un precipicio formado por el río Kurá. Fue un baluarte militar crucial en la región de Javakheti. Los señores feudales de la región eran, en esa época, los Bagrationi, pertenecientes a la rama georgiana. 
La fortaleza ganó importancia después de que la vecina ciudad y fortaleza de Tsunda se arruinaran alrededor del año 900 d. C. A principios del siglo XI, la fortaleza había pasado a estar bajo control directo del Reino unificado de Georgia.  

## Arquitectura
El castillo de Tmogvi fue construido en la cima de una montaña en lo alto del río Kurá. Se extiende sobre 3 colinas, unidas y rodeadas por un muro (150 metros de largo, 3 metros de ancho), que complementa la defensa natural que ofrecen los acantilados. Se construyeron varias torres en cada colina. Un túnel secreto conecta el castillo con el río para proporcionar acceso al agua incluso durante un asedio. La parte occidental de la fortaleza se encuentra mejor conservada. Un pequeño número de edificios subsisten dentro del propio castillo. Se supone que un edificio cuadrangular hecho de toba sobre una base de basalto fue una iglesia. Fuera de sus paredes, en el lado occidental, la iglesia de San Efrén subsiste en ruinas, con fragmentos de frescos del siglo XIII.  

## En la literatura
En 1902, el poeta nacional armenio Hovhannes Tumanyan escribió uno de sus poemas más famosos, titulado La captura de Tmkaberd (Թմկաբերդի առումը).